# Prophet21
Prophet21（プロフェット トゥエニワン）は日本在住ジャマイカンアーティスト。
a.k.a KINGROSE、KR21、KINGROSEなど。
本名、Esroy Uriah Brown。
16歳の時、ジャマイカ・ネグリルで初パフォーマンスしたのち、その実力を認められ、様々な世界クラスのアーティストと共に舞台を踏む。
（フレディ・フォック、U.Brown 、クラウン・リー、マキシ・プリースト、イエローマン、トニーマッターホルン、 Pitrock 、ホレス・アンディ、マイティダイヤモンド他）
| スタブアイコン | サブスタブ | この項目は、まだ閲覧者の調べものの参照としては役立たない、人物に関連した書きかけの項目です。この項目を加筆・訂正などしてくださる協力者を求めています（P:人物伝/PJ:人物伝）。 |